# Gatuzières
Gatuzières (okzitanisch Gatusièiras) ist eine französische Gemeinde im Département Lozère und der Region Okzitanien. Sie gehört zum Kanton Florac Trois Rivières im Arrondissement Florac.

## Bevölkerungsentwicklung
| 1962 | 1968 | 1975 | 1982 | 1990 | 1999 | 2008 | 2018 |
| 84   | 65   | 45   | 44   | 42   | 55   | 43   | 53   |

## Sehenswürdigkeiten
- Dolmen du Puech de Mielgues

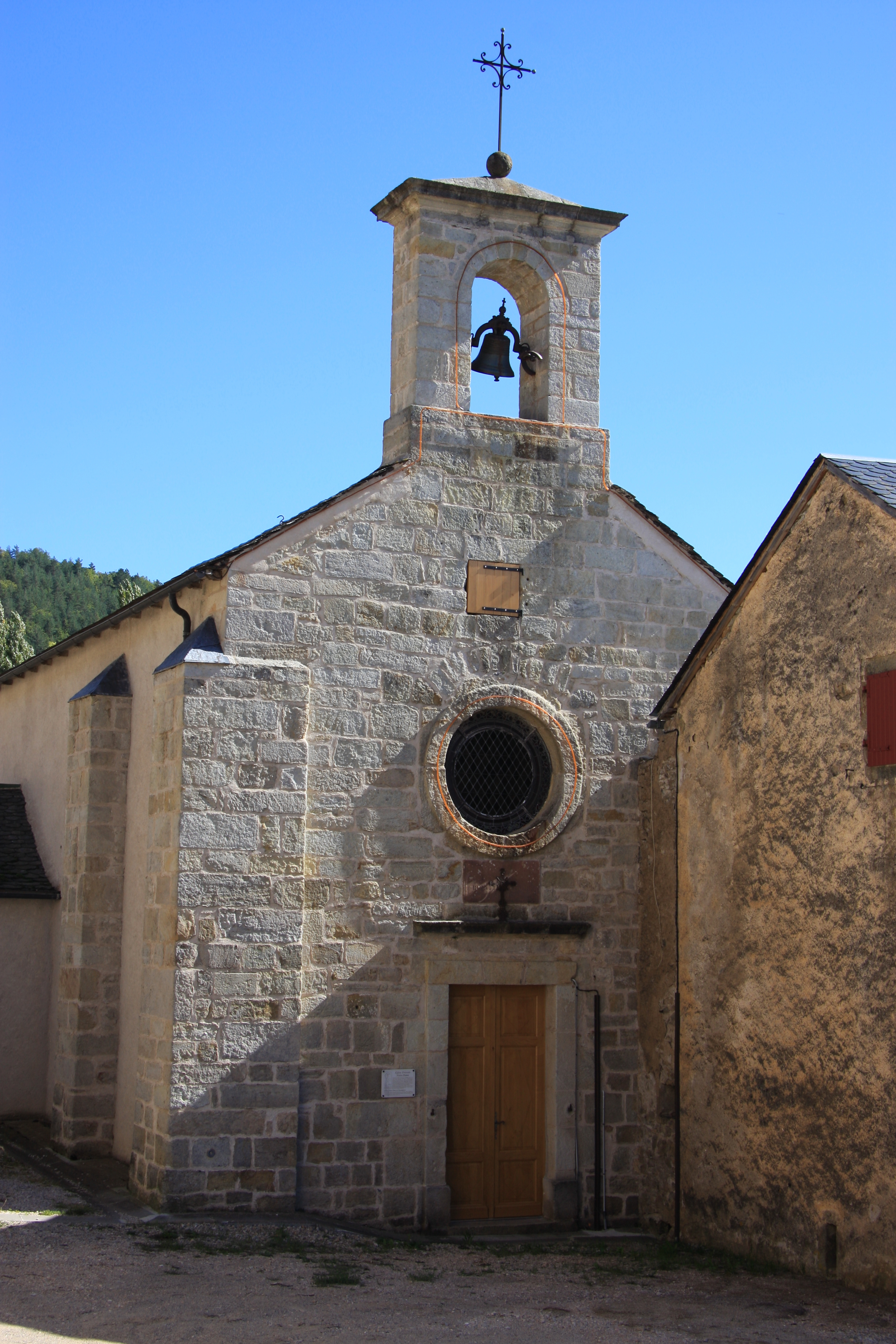
Notre-Dame
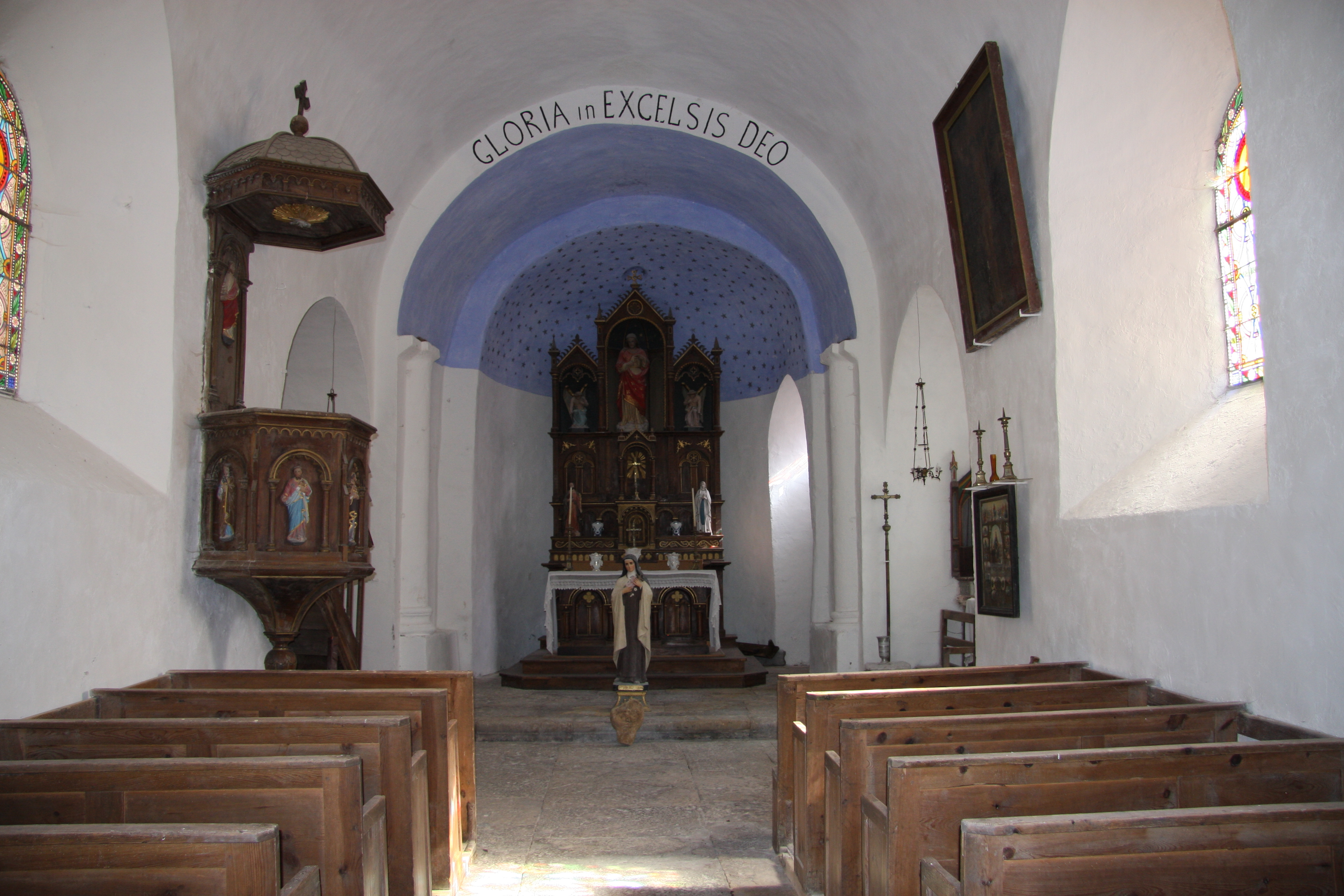
Inneres Notre-Dame
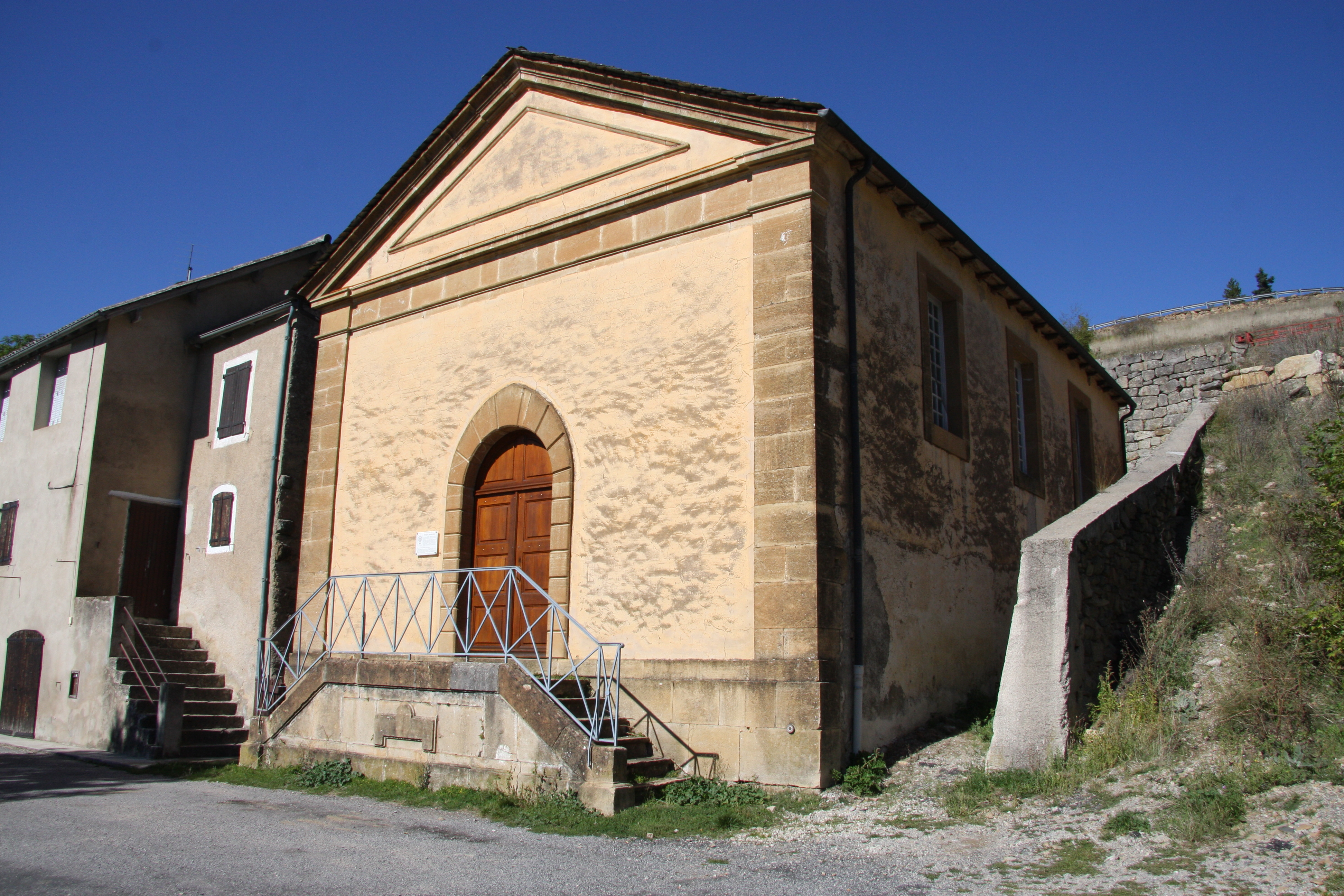
Temple de Gatuzières